# تپه ملکان ۱
تپه ملکان ۱ مربوط به عصر آهن است و در شهرستان مانه و سملقان، بخش سملقان، دهستان قاضی، روستای شهرآباد کرد واقع شده و این اثر در تاریخ ۱۸ شهریور ۱۳۸۷ با شمارهٔ ثبت ۲۳۲۶۴ به‌عنوان یکی از آثار ملی ایران به ثبت رسیده است.